# 等々力巳吉
等々力 巳吉（とどりき みよし、1893年（明治26年）10月15日 - 1959年（昭和34年）6月7日）は、日本の洋画家。

## 生涯
長野県南安曇郡柏原村（現・安曇野市）に生まれる。高等小学校を卒業後、豊科や堀金の小学校で代用教員となり、本科正教員となった後も、教育に専念する傍ら画業の研鑽を積む。昭和3年（1928年）教師を休職し、シベリア鉄道経由でパリに3年間留学し、アカデミー・ランソンに入学、オトン・フリエスに師事し、ダゲール街で西洋画を学ぶ。昭和5年（1930年）1月、スイス・イタリアを歴遊して帰国後、二科展で「ヴェニスの船着場」が初入選する。昭和8年（1933年）、東京市郊外の練馬にアトリエを構える。昭和12年（1937年）朝日新聞社嘱託の従軍画家として、旧満州や北京の風景を描き、日本の新聞に発表した。昭和18年（1943年）北京郊外に居住し、中国画の研究に邁進した。昭和21年（1946年）に引き揚げ、東京と郷里のアトリエを往来し、日展や一水会展に出品した。